# Герасимов, Владимир Александрович
Владимир Александрович Герасимов (род. 29 марта 1959) — советский и российский хоккеист, вратарь. Мастер спорта СССР.

## Биография
Воспитанник Пензенской областной специализированной детско-юношеской школы Олимпийского резерва по хоккею с шайбой, первый тренер П. Н. Герасимов.
Играл за команды «Дизелист» Пенза (1976/77 — 1980/81), СКА МВО Москва (1982/83), «Ижсталь» Ижевск/Устинов (1983/84 — 1985/86), «Химик» Воскресенск (1986/87 — 1987/88), «Торпедо» Ярославль (1988/89 — 1989/90), «Торпедо» Горький/Нижний Новгород (1990/91), «Буран» Воронеж (1991/92), «Заполярник» Норильск (1992/93 — 1995/96), "Кристалл" Электросталь и ЦСКА (1996/97).
.
Чемпион мира среди молодёжных команд 1979.
По итогам голосований дважды признавался лучшим вратарём «Ижстали» за всю историю (1989, 2012).
Выпускник Удмуртского государственного университета.
Детский тренер в Московской области.